# Bhodźa

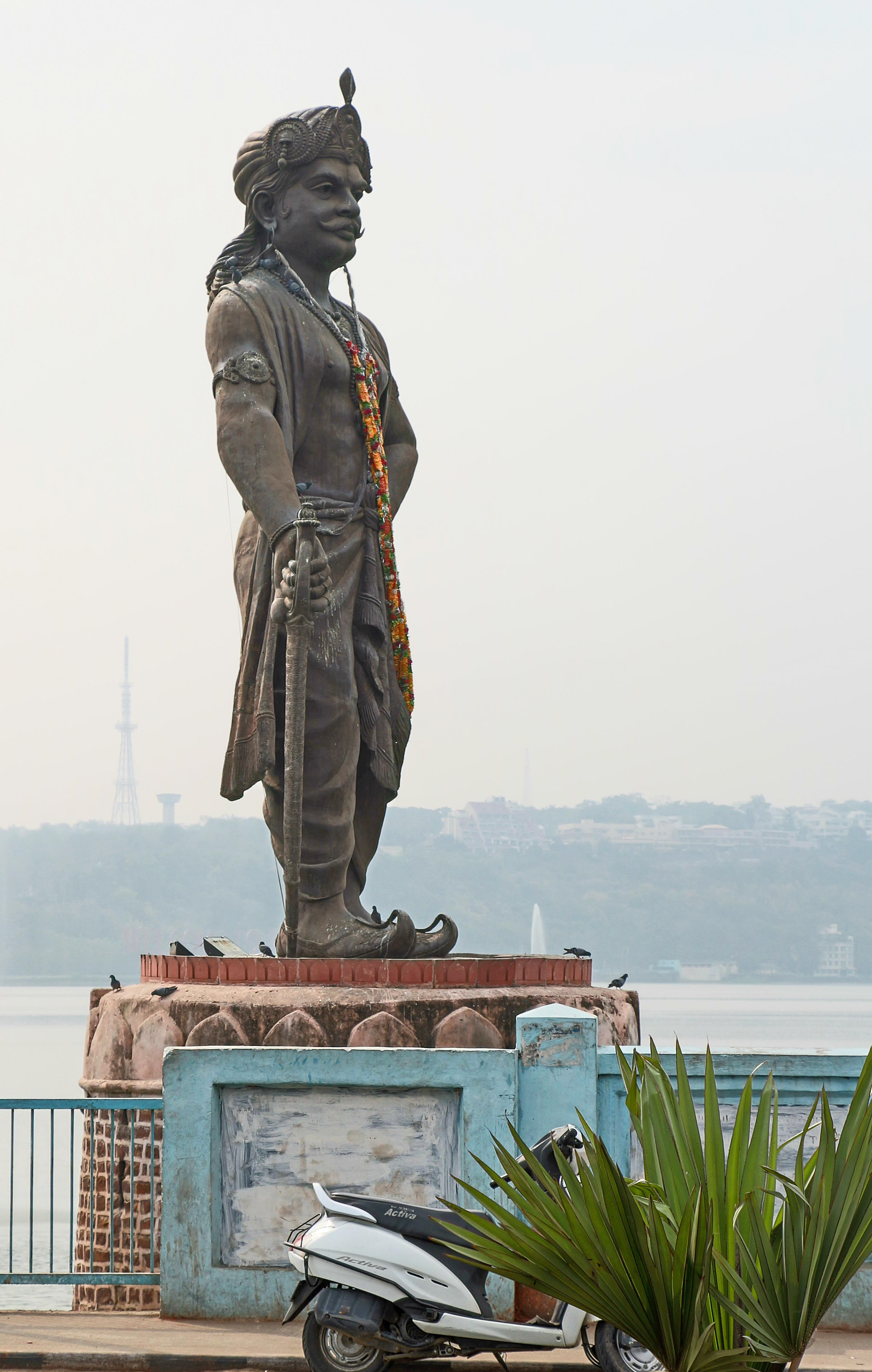
Pomnik króla Bhodźi w mieście Bhopal

Bhodźa (zm. 1060) – król Malwy. Był wielkim władcą, lecz znany jest jako poeta, dramaturg i jogin. Mecenas sztuki przez potomnych uważany za wzór "księcia idealnego" według klasycznych kryteriów indyjskich.

## Życiorys
Założył dynastię w Dharze (Malwa). Okres jego panowania w Dharze przypada na lata 1018-1055. 
Wzniósł liczne budowle w tym świątynie w Dharze, Bhopalu i Bhodźpurze. Ufundował szkołę dla studentów sanskrytu. 
Praktykował jogę w wersji zgodnej z traktatem Jogasutra autorstwa Patańdźalego. 
O życiu tego władcy napisano wiele dzieł.
Za jego panowania zbudowano też wiele sztucznych jezior i grobli w celech irygacyjnych.

## Dzieła
Przypisuje mu się liczne dzieła poetyckie i dramatyczne. Jego komentarz do Jogasutr uważany jest za jeden z ważniejszych
- Saraswatikanthabharana ("Ozdoba na szyi Saraswati") - sanskrycki traktat z poetyki
- Śringaraprakaśa - sanskrycki traktat o poezji i sztuce dramatycznej
- Samaranganasutra - traktat o architekturze
- Rajamartanda ("Królewskie Słońce") - komentarz do Jogasutr Patańdźalego
- Tattwaprakasa - traktat o filozofii kultu Śiwy.